# غابي رايت
غابي رايت (بالإنجليزية: Gabe Wright)‏ هو لاعب كرة قدم أمريكية أمريكي، ولد في 3 أبريل 1993 في كولومبوس في الولايات المتحدة.

## وصلات خارجية
- غابي رايت على موقع مرجع كرة القدم المحترفة.كوم (الإنجليزية)